# Zinder
Zinder (lokalno se naziva Damagaram) je drugi najveći grad u Nigeru. Prema popisu stanovništva iz 2011. godine grad je ima 170.574 stanovnika. Prema procjenama iz 2005 grad Zinder ima preko 200.000 stanovnika. Nalazi se 861 km istočno od glavnog grada Niameya i 240 km sjeverno od nigerijskog grada Kano.
Glavni je grad istoimene nigerske regije.

## Povijest
Zinder je od malog sela naroda Hausa izrastao u važno središte u trans-saharskoj trgovini s osnivanjem sultanata Damagaram 1736. godine. Ubrzo nakon toga sagrađena je velika tvrđava, te je grad postao jedan od glavnih trgovinskih čvorišta od jug kroz Kano i istoka od Bornua. Francuzi su osvojili grad 1899. i imenovali ga glavnim gradom novog nigerskog vojnog područja 1911. godine. Godine 1926 guverner Jules Brevie određuje glavnim gradom kolonije selo Niamey umjesto Zindera.
Danas se Zinder sastoji se od tri glavna područja. Birni, stari grad, gdje se nalazi Velika džamija i sultanova palača, kao i muzej. Zengou ili Zango, staro naselje naroda Hausa poznato po narodnoj arhitekturi. Sabon Gari, novi grad, između Birni i Zengou je trgovačko središte, poznato po velikoj tržnici.
U gradu ima mnogo specifičnih granitnih stijena koje mogu dovesti do stagniranja vode tijekom kišne sezone, iako grad ima dugu povijest nestašice vode. Jedna tvrtka u kineskom vlasništvu je nedavno dovela vodu sa sjevera kako bi se osigurala voda za veći dio grada, međutim, ovaj problem će se vjerojatno nastaviti i dalje zbog očekivanog rasta stanovništva. 
Zračna luka Zinder (IATA: ZND) nalazi se nekoliko kilometara jugozapadno od grada.

## Šport
- Espoir FC, nogometni klub

## Vanjske poveznice
|  | Zajednički poslužitelj ima još gradiva o temi Zinder |